# マリー・カヴァリエ
マリー・カヴァリエ（デンマーク語: Prinsesse Marie, prinsesse af Danmark, grevinde af Monpezat, フランス語旧名: Marie Agathe Odile Cavallier, 1976年2月6日 - ）は、デンマーク王子ヨアキムの2度目の妻。現在、デンマークのプリンセス、モンペザ伯爵夫人の2つの称号を持つ。

## 略歴
パリで生まれる。両親が離婚したため、主としてスイスで育った。異父兄弟2人と異母兄弟2人がいる。マサチューセッツ州のバブソン・カレッジ、ニューヨークのメリーマウント・カレッジでビジネスと経済を学ぶ（この時期にエスティローダーで働いていたこともある）。卒業後は広告代理店や、継父の経営する会社で働いていた。
マリーは英語・スペイン語・イタリア語に通じているが、母語はフランス語である。ヨアキム王子との婚約後、デンマーク語を学び始めた。
2005年8月、ヨアキム王子とアヴィニョンでバカンスを過ごしている写真を撮影されたことで交際が発覚した。2006年/2007年の新年を、ヨアキム王子、ヨアキムの先妻アレクサンドラ、そしてヨアキムとアレクサンドラとの間の子であるニコライ王子、フェリックス王子とともに過ごした。マリーは、アレクサンドラや幼い王子たちと親しく接している。2007年終盤には初めてマルグレーテ女王と面会した。その後、週末ごとにジュネーヴからデンマークのヨアキム王子を訪問する姿がマスコミに追いかけられるようになった。この時に必ずマリーが連れて歩くのがビション・フリーゼ犬のアップルで、アップルはマリーのトレードマークとなった。
2007年10月3日にヨアキム王子と正式に婚約し、2008年5月24日に挙式した。マリーはフランス国籍を持ち、カトリック教徒であるが、結婚によってデンマーク市民となり、デンマーク王室の属するルーテル教会の一員ともなった。2008年10月、デンマーク王族となってから初めての海外訪問としてモロッコを訪問し、首都ラバトにある児童養護施設にレゴを寄贈した。
2009年5月4日、コペンハーゲン大学病院にて、マリーは第1子となるヘンリク王子を出産した。王子の名は、洗礼式の際に公表された。
2012年1月24日、夫妻にとって第2子となるアテナ王女が誕生した。

## 子女
- ヘンリック  ( 2009年 - )
- アテナ  ( 2012年 - )